# Narrowcasting
Den Begriff Narrowcasting (engl., etwa Schmalfunk) prägte J. C. R. Licklider 1968 am MIT. Licklider bezeichnete damit eine Vielzahl spezialisierter, auf bestimmte Zielgruppen zugeschnittener Programme. Seine Vision führte schließlich zur Gründung des Public Broadcasting Service.
Bereits 1929 wurde der Begriff von John Bellamy Taylor im Rahmen der drahtlosen Lichtwellenübertragung von Musik zur Abgrenzung von Broadcasting benutzt.
Später wurde Narrowcasting zum Schlagwort für all die vom Kabelfernsehen erhofften und nur begrenzt eingelösten Vorteile wie das zeitversetzte Ansehen von Fernsehprogrammen (später realisiert mit dem Videorekorder) und die große Programm- und Meinungsvielfalt (zumindest partiell verbessert durch Satellitenübertragungen).
Im Internet bezeichnet Narrowcasting Angebote, die besonders präzise auf eine bestimmte Zielgruppe zugeschnitten sind. Solche Ansätze wurden beispielsweise im Podcasting, Netcasting und Webcasting, beim Broadcatch sowie bei Streaming Media realisiert.